# Інамбу рудогрудий
Інамбу рудогрудий (Nothoprocta ornata) — вид птахів родини тинамових (Tinamidae).

## Поширення
Птах поширений у південному і центральному Перу, південно-західній Болівії, північному Чилі, і північно-західній Аргентині.

## Опис
Птах сягає до 32 см завдовжки. Верхня частина тіла коричнево-сірого забарвлення з чорними плямами. Черево жовто-охристе. Дзьоб тонкий та зігнутий. Дзьоб та ноги жовтого або сірого кольору.

## Спосіб життя
Вид зустрічається у високогірних луках на висоті 3450-4700 м. Живиться в основному фруктами та ягодами. В невеликих кількостях їсть безхребетних, квіти, насіння. Яйця насиджує самець. В одній кладці можуть бути яйця від 4 самиць. Гнізда розміщені на землі. Інкубація триває 2-3 тижня.

## Підвиди
- Nothoprocta ornata ornata поширений у південному і центральному Перу, південно-західній Болівії, північному Чилі.
- Nothoprocta ornata branickii центральне Перу.
- Nothoprocta ornata rostrata північ Аргентини.